# (519) Sylvania
(519) Sylvania ist ein Asteroid des Hauptgürtels, der am 20. Oktober 1903 von Raymond Smith Dugan entdeckt wurde.
Die Benennung erfolgte in Anlehnung an das lateinische Wort silva (dt.: „Wald“), da Dugan den Aufenthalt in Wäldern sehr schätzte.

## Trivia
Der Name des Asteroiden wurde 1945 verwendet für die Taufe des US-amerikanischen Angriffsfrachtschiffs (Attack Cargo Ship) der Artemis-Klasse USS Sylvania (AKA-44).